# Iachezero
Iachezero (en russe : Я́шезеро, en vepse: D’äšarv, carélien : Jäšjärvi) est un village inhabité en Russie en République de Carélie situé dans le raïon des rives de l'Onega. Il fait partie de la communauté rurale de Chochka.

## Géographie
Le village est situé sur la rive Nord-Est du lac Iachezero au bord de la rivière Vetlious.

## Histoire
Il a été transféré à la République socialiste soviétique autonome de Carélie le 26 mars 1939 depuis l'oblast de Léningrad. Avant cela, il se trouvait dans la volost de la rive du lac Chioltozero au sein de l'ouïezd de Petrozavodsk appartenant au gouvernement d'Olonets.
Il y avait 51 habitants en 1905. Le dernier habitant du village est mort en 2006.
Une chapelle est construite le 28 septembre 2016 à Iachezero dédiée à saint Démétrios de Thessalonique. Une base touristique se trouve à proximité.
Le village se trouvait à proximité du monastère saint-Jonas de Iachezero, aujourd'hui détruit. Une nouvelle communauté monastique s'est établie en 2004 dans le village proche de Chioltozero.

## Sources
- (ru) Список населённых мест Олонецкой губернии (1905)